# Лапино (Белозерский район)
Лапино — деревня в Белозерском районе Вологодской области.
Входит в состав Гулинского сельского поселения, с точки зрения административно-территориального деления — в Кукшевский сельсовет.
Расстояние до районного центра Белозерска по автодороге — 33 км, до центра муниципального образования деревни Никоновская по прямой — 15 км. Ближайшие населённые пункты — Воздвиженье, Москвино, Першково.
По переписи 2002 года население — 6 человек.